# Golf de Compiègne

## Historique
Né en 1896 au cœur du parc impérial de Compiègne, le golf de Compiègne fut bien plus qu’un simple parcours : il fut un témoin discret mais élégant de l’histoire française. Bordé par la majestueuse forêt de Compiègne et enlacé par les pistes de l’hippodrome, il s’inscrivait dans un écrin royal, à quelques pas du palais de Napoléon III. Ce site exceptionnel, rare exemple de golf en pleine ville, alliait sport, patrimoine et art de vivre. Dès ses premières années, il s’imposa comme un lieu de prestige, accueillant notamment les épreuves de golf des Jeux olympiques de Paris en 1900 — un honneur partagé par très peu de clubs dans le monde. Tout au long du XXe siècle, son parcours boisé séduisit golfeurs, promeneurs et touristes venus goûter à l’élégance feutrée d’un sport pratiqué dans un cadre presque théâtral. Le buste de son fondateur, le lieutenant Robert Fournier-Sarlovèze, veillait depuis une allée sur ce lieu chargé d’histoire, où se mêlaient tradition, compétition et charme intemporel. Le golf de Compiègne fut ainsi l’un de ces joyaux discrets, dont la mémoire continue d’habiter les allées même après la fermeture des greens.

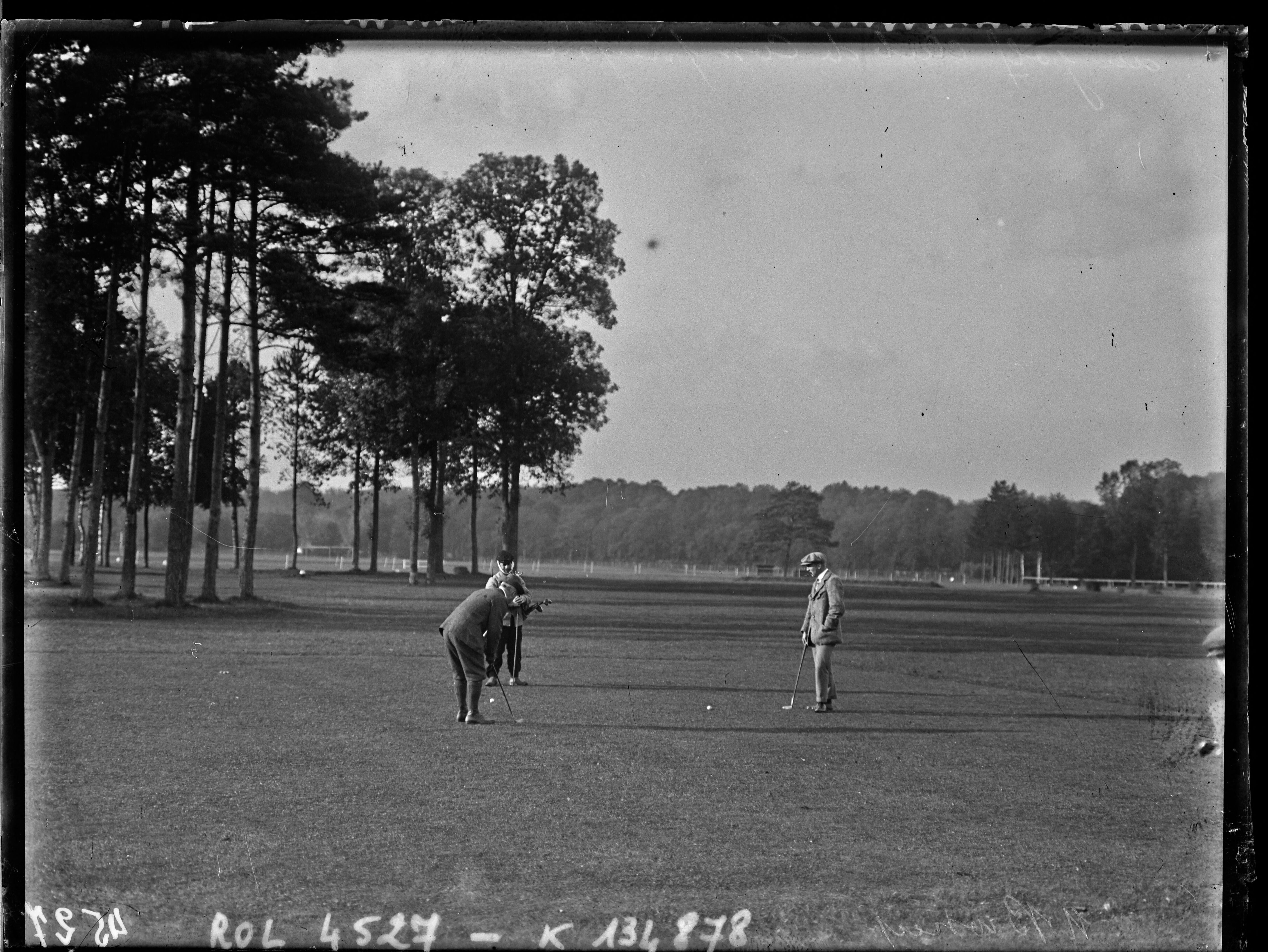
Le golf en 1909.

## Le parcours
Le Golf de Compiègne proposait un parcours de 18 trous, par 70, s'étendant sur 5 551 mètres depuis les départs blancs. Conçu en 1896 par l'architecte britannique Smith, le parcours était implanté au cœur de l'hippodrome de Compiègne, offrant une expérience unique aux golfeurs. Le terrain sablonneux assurait une excellente perméabilité, permettant une jouabilité optimale tout au long de l'année, même par temps humide. Le parcours, sans nuisances sonores ni visuelles, se distinguait par son intégration harmonieuse dans un environnement boisé et urbain, à proximité immédiate du Palais impérial et de la forêt de Compiègne. Le tracé comprenait 5 par 3, 10 par 4 et 3 par 5, avec un slope de 137 pour les hommes et de 131 pour les femmes, indiquant un niveau de difficulté technique certain. Les installations annexes comprenaient un practice en herbe ouvert toute l'année, deux putting greens avec bunkers d'entraînement, ainsi qu'un club-house offrant des services de restauration et de détente.

## Jeux Olympiques de 1900

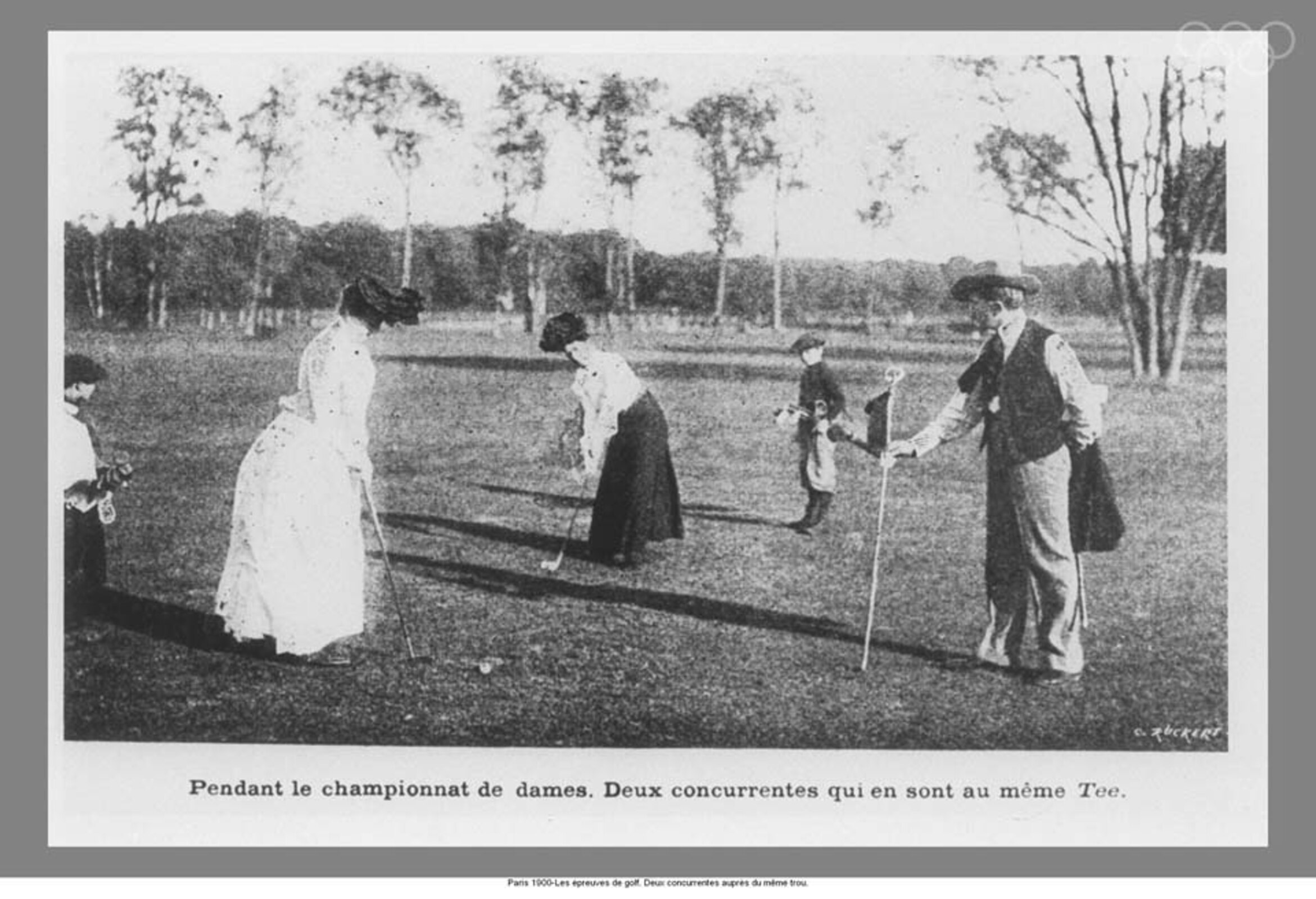

Le golf fit sa première apparition aux Jeux olympiques modernes lors de l'édition de 1900 à Paris, dans le cadre de l'Exposition universelle. Les épreuves se déroulèrent les 2 et 3 octobre au Golf de Compiègne, situé à environ 70 kilomètres au nord de la capitale. Ce choix s'expliquait par le fait que le parcours de Compiègne, inauguré en 1896, était l'un des rares en France à proposer 18 trous, contrairement à celui du Mesnil-le-Roi, plus proche de Paris mais limité à 9 trous.
Le tournoi masculin, disputé le 2 octobre, rassembla 12 participants de quatre nations. L'Américain Charles Sands s'imposa avec un score total de 167 coups sur 36 trous, devançant d'un coup l'Écossais Walter Rutherford. Le Britannique David Robertson compléta le podium avec 175 coups.

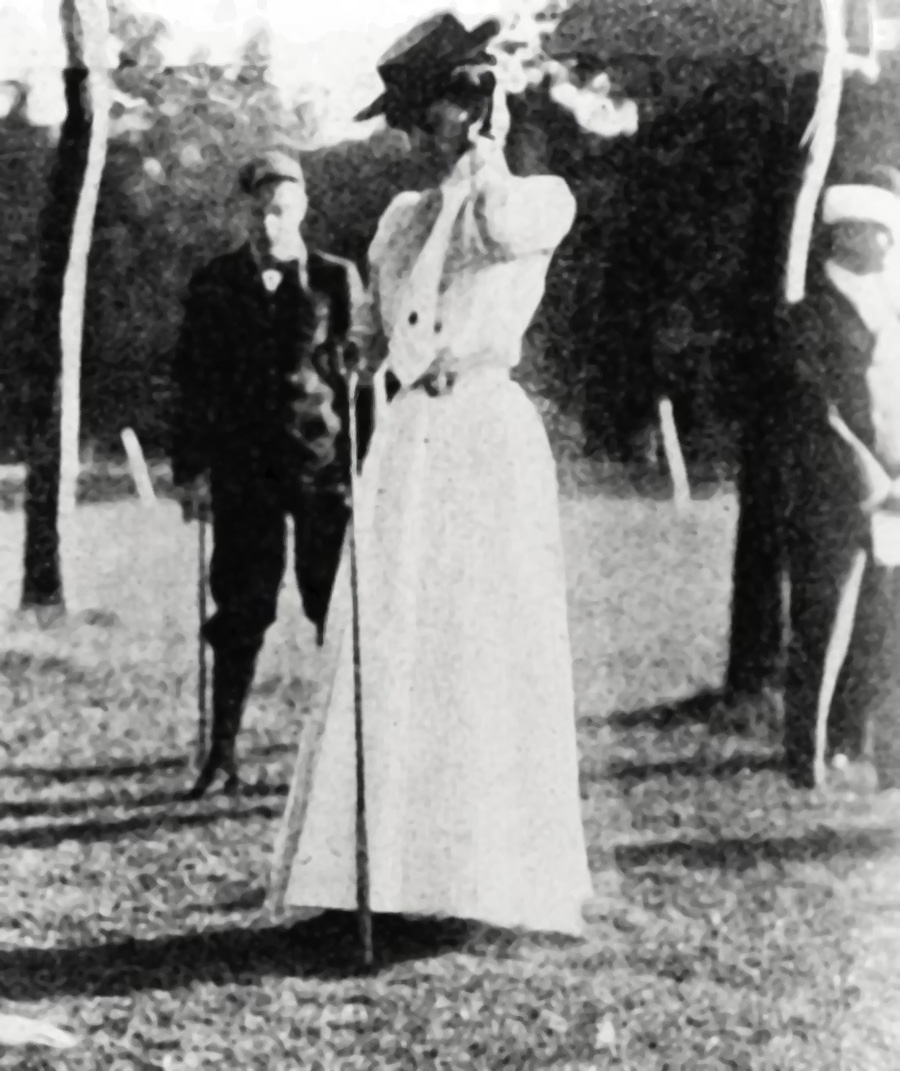

Le lendemain, le 3 octobre, se tint le tournoi féminin, réunissant 10 golfeuses de deux pays. L'Américaine Margaret Abbott remporta l'épreuve en 47 coups sur 9 trous, devenant ainsi la première femme américaine championne olympique. Fait notable, sa mère, Mary Abbott, participa également à la compétition, terminant à la septième place. Il s'agit de la seule occurrence dans l'histoire olympique où une mère et sa fille ont concouru dans la même épreuve lors des mêmes Jeux.
À l'époque, les participants n'étaient pas toujours conscients de la dimension olympique de ces compétitions, les épreuves sportives étant intégrées à l'Exposition universelle sans distinction claire. Ainsi, Margaret Abbott ne sut jamais qu'elle avait remporté un titre olympique, vivant et mourant sans connaître cette reconnaissance.
Le golf ne réapparut aux Jeux olympiques qu'en 1904 à Saint-Louis, avant une longue absence jusqu'à sa réintroduction en 2016 à Rio de Janeiro.

## Fermeture du golf[2]
Le golf de Compiègne, situé au cœur de la ville et intégré au sein de l’hippodrome entre la forêt de Compiègne et le Palais impérial, a définitivement fermé ses portes. Initialement prévu pour rouvrir en mars 2017 après une fermeture entamée en octobre afin de permettre l’adaptation du site à l’arrivée des courses d’obstacles transférées d’Enghien-les-Bains, le parcours n’a finalement jamais réouvert.
La liquidation judiciaire a été prononcée le 3 février 2017. La Société des courses de Compiègne, propriétaire du terrain, avait prévu d’agrandir l’hippodrome, ce qui impliquait une réduction du parcours de 18 à 9 trous. Ce changement a provoqué une baisse de fréquentation et de cotisations, rendant le modèle économique du golf non viable. En 2016, le club comptait environ 250 membres. En 2024, seuls 160 d’entre eux auraient accepté de renouveler leur adhésion, malgré une cotisation annuelle fixée à 1 500 €, selon l'association gestionnaire.
La subvention de 100 000 € promise par l’Agglomération de Compiègne aurait permis d’aménager le nouveau parcours, mais les coûts de fonctionnement restaient trop élevés. L'association indiquait également que le loyer du terrain devait augmenter de 30 %, et estimait nécessaire un minimum de 200 membres pour assurer la pérennité du site.
Les relations entre l'association gestionnaire du golf et la Société des courses étaient tendues depuis plusieurs années, notamment depuis l’installation de rambardes autour des pistes en 2007 et des différends juridiques liés aux baux commerciaux. La Société des courses affirme avoir proposé un nouveau bail pour un parcours de 9 trous en janvier, incluant la possibilité de maintenir un restaurant, un practice et une académie, ce que l'association réfute. Le dossier est désormais entre les mains du liquidateur.
Cinq salariés étaient encore en poste au moment de la liquidation : un directeur, une secrétaire et trois jardiniers. Les procédures de licenciement étaient en cours.
Le buste de Robert Fournier-Sarlovèze, fondateur du golf, a été restitué à sa descendante, Béatrice Fournier Sarlovèze.